# George Cayley

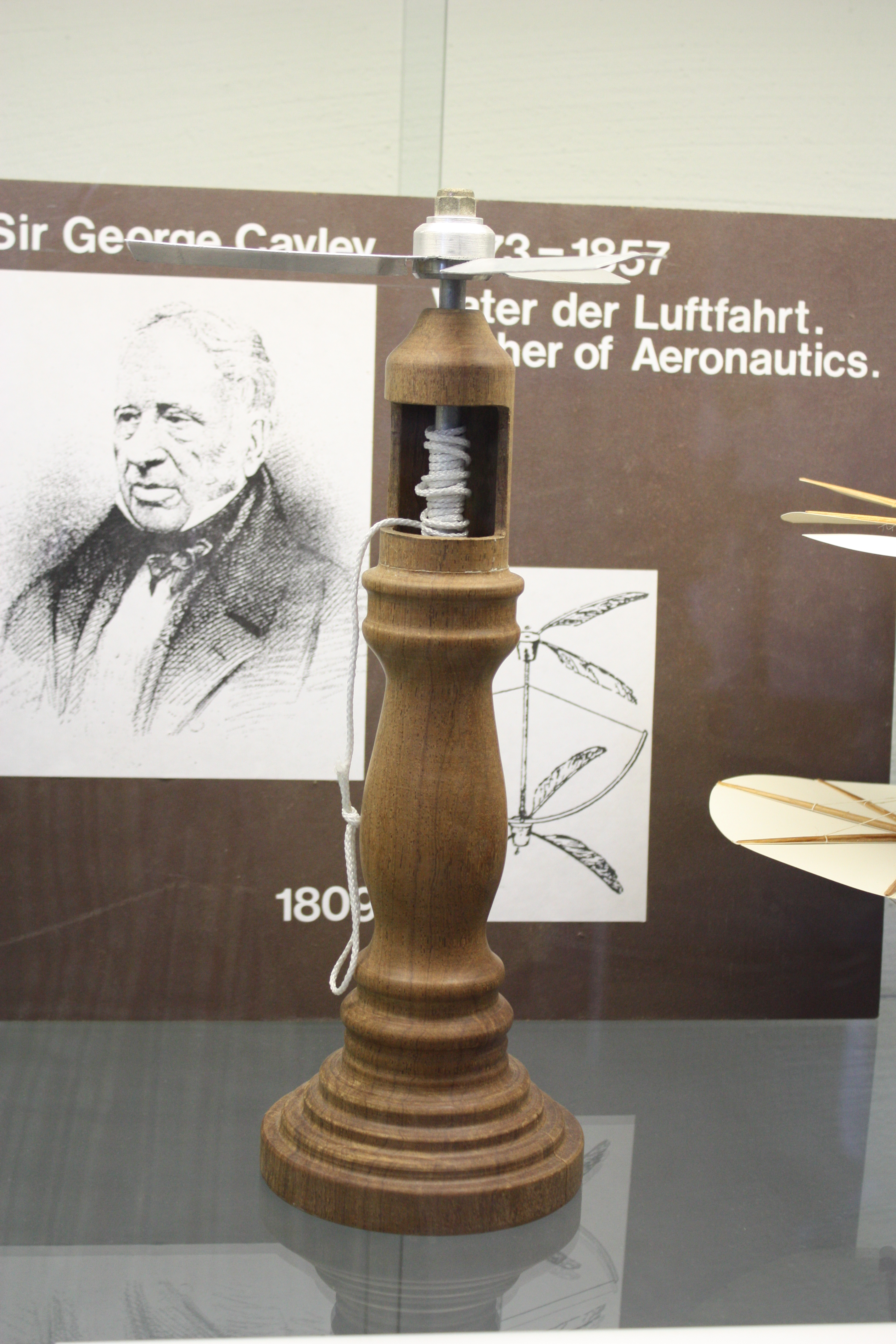

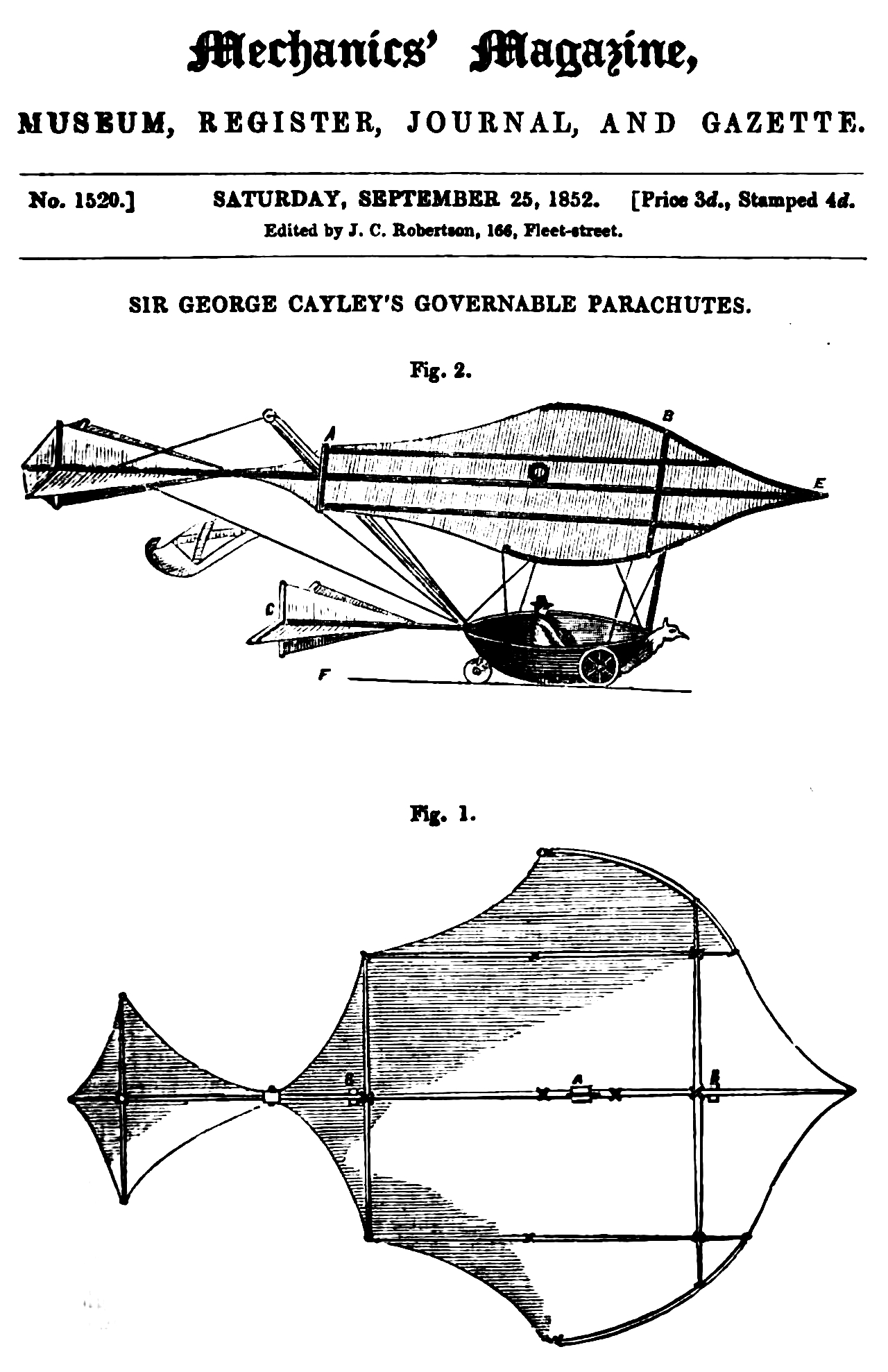

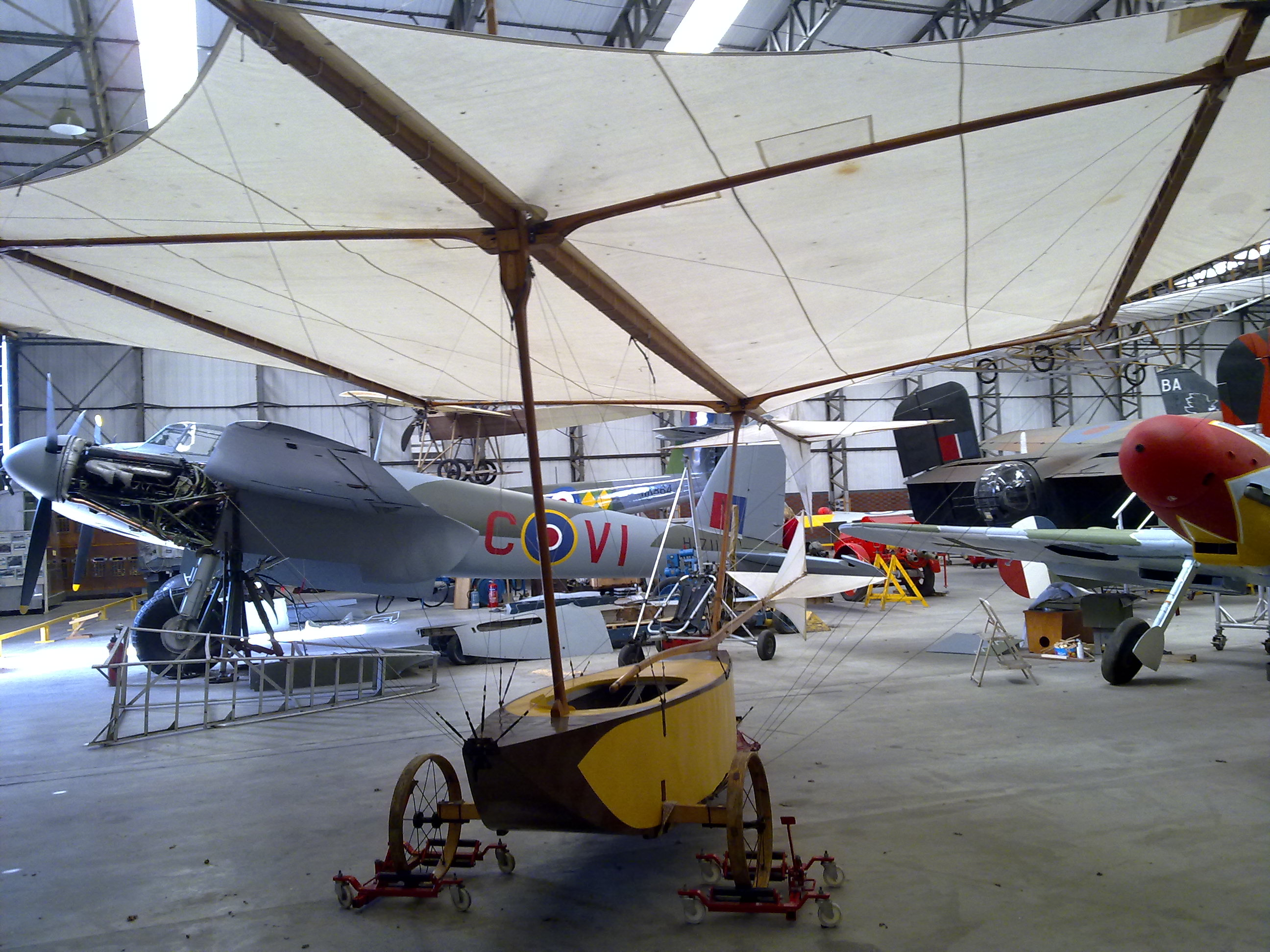

Sir George Cayley, đệ lục nam tước Brompton (ngày 27 tháng 12 năm 1773 - 15 tháng 12 năm 1857) là một kỹ sư tiếng người Anh, nhà khoa học, nhà phát minh, chính trị gia người Anh. Ông mất năm mất 1857. Ông là một trong những nhân vật quan trọng nhất trong lịch sử hàng không. Nhiều người cho rằng ông là người điều tra đầu tiên thực sự của khoa học trên không và là người đầu tiên để hiểu các nguyên tắc cơ bản và các lực đẩy bay. Năm 1799 ông đưa ra khái niệm của các máy bay hiện đại như là một máy bay cánh cố định với các hệ thống riêng biệt cho lực nâng, động cơ đẩy.